# Don Bosco Football Club
Maillots
Le Don Bosco FC est un club de football haïtien situé à Pétion-Ville. Il compte parmi ses plus grands joueurs, Emmanuel Sanon, Jean-Philippe Peguero ou encore Pierre Richard Bruny.

## Palmarès
- Championnat d'Haïti (5)
  - Champion : 1971, 2003 (Ouverture), 2014 (Clôture), 2015 (Ouverture) et 2018 (Clôture).